# Rada Wykonawcza (Andora)
Rada Wykonawcza – oficjalna nazwa andorskiego rządu. Składa się z premiera oraz siedmiu ministrów. Premiera wyłania Rada Generalna, a zatwierdzają współksiążęta, on zaś mianuje ministrów. Kadencja jest połączona z kadencją parlamentu i wynosi 4 lata.
Obecnie Radzie przewodniczy premier Xavier Espot Zamora.